# ماريكا لوكي
ماريكا لوكي (بالإنجليزية: Marika Looke) (من مواليد 20 أغسطس 1951 في تالين) وهي مهندسة معمارية إستونية.

## تعليمها
من عام 1970 إلى عام 1975، درست ماريكا في معهد الفن الحكومي في استونيا (أكاديمية الفنون الاستونية اليوم) في قسم الهندسة المعمارية. تخرجت من المعهد في عام 1975.

## وظيفتها
من عام 1975 إلى عام 1990، عملت ماريكا في مكتب التصميم «أي كي أي بروجكت». من عام 1990 إلى وقتنا الحاضر، تعمل ماريكا في المكتب المعماري «اوكس اند لوكي».
من الأعمال البارزة التي قامت بها ماريكا لوكي هي المكتب الرئيسي لبنك فوركسبانك، والمباني السكنية علي طريق كارلي، وطريق رافالا، ومبنى مكاتب دلتا بالزا. وهي عضوة في اتحاد المهندسين المعماريين الإستونيين.

## أعمالها
- المكتب الرئيسي لبنك فوركسبانك في تالين، 1997 (مع جوري أوكس)

- مركز أعمال استوكندا، عام 1999 (مع  جوري أوكس)

- مبنى مكاتب في وسط مدينة تالين، عام 2001 (مع  جوري أوكس)

- شقة ومبنى إداري على طريق كارلي، 2004 (مع جوري أوكاس)

- مبنى سكني ومبنى على طريق ريفالا، عام 2005 (مع  جوري أوكس)

- مركز دلتا بلازا للأعمال، 2008 (مع  جوري أوكس)